# Diplomystus
Genre
Diplomystus est un genre éteint de poissons d’eau douce de l’ordre des Clupeiformes. Il a vécu du Hauterivien jusqu’au début de l’Éocène.
Le genre a été nommé et décrit par Edward Drinker Cope en 1877. Ses fossiles ont été découverts aux États-Unis, en Amérique du Sud, au Liban, en Syrie et en Afrique.
Diplomystus est un clupéomorphe, et un ancêtre des aloses. Cependant les scientifiques ne s'accordent pas sur sa position dans la phylogénie des clupéomorphes. Traditionnellement placé dans la famille des Paraclupeidae, il a été réétudié et Murray et Wilson en 2013 le placent dans la famille des Armigatidae, avec le genre Armigatus (Grande, 1982).
Il mesurait 65 cm ; c'était un prédateur.

## Liste d'espèces
Sept espèces sont connues :
- † Diplomystus dentatus (Cope, 1877)
- † Diplomystus birdi (Woodward, 1895), découvert  dans la formation de Sannine du Cénomanien à Hakel[5].
- † Diplomystus dubetreiti (Signeux, 1951). Les fossiles ont été découverts dans des couches à poissons du Mont-Liban du Santonien à Sahel Alma[6].
- † Diplomystus shengliensis (Chang, 1983)
- † Diplomystus kokuraensis (Uyeno, 1979)
- † Diplomystus primotinus (Uyeno, 1979)
- † Diplomystus altiformis

† Diplomystus brevissimus (Blainville, 1818) a été exclu du genre Diplomystus ; Grande en 1982 crée pour lui le genre Armigatus.
† Diplomystus dartevelei (Casier 1965) a été laissé en 1985 en position incertae sedis (Grande). Selon Taverne, 1997, l'espèce  se différencie aussi des autres Ellimmichthyiformes ainsi que d’Armigatus.
[[Media:]]

## Galerie photographique

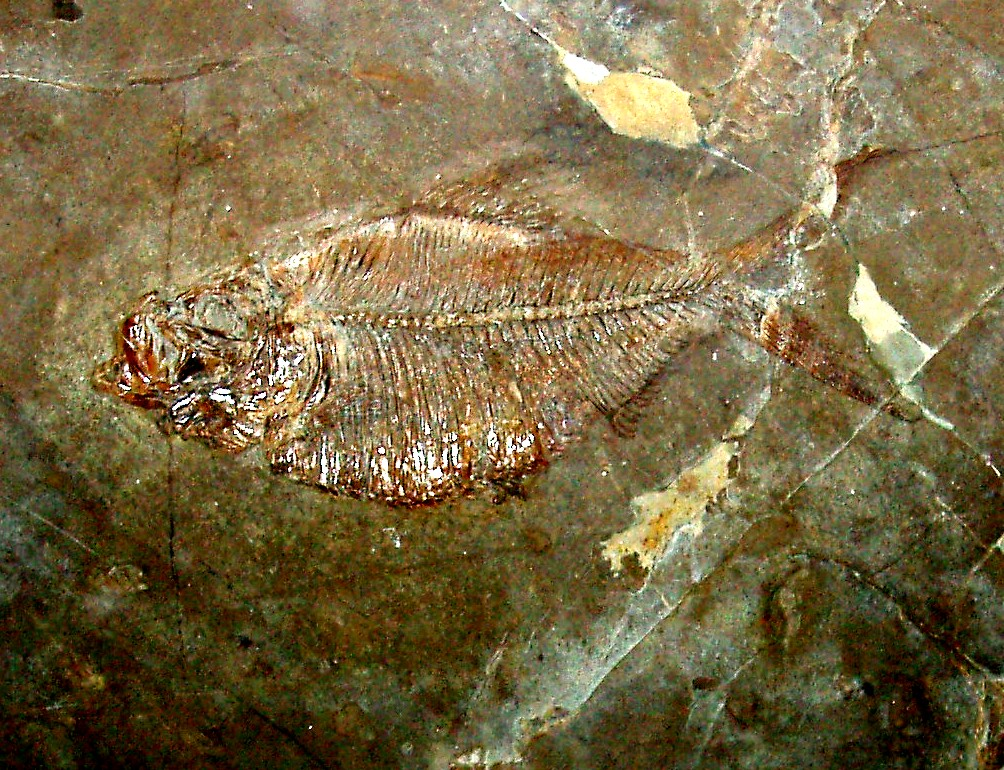
Fossile de Diplomystus brevissimus.
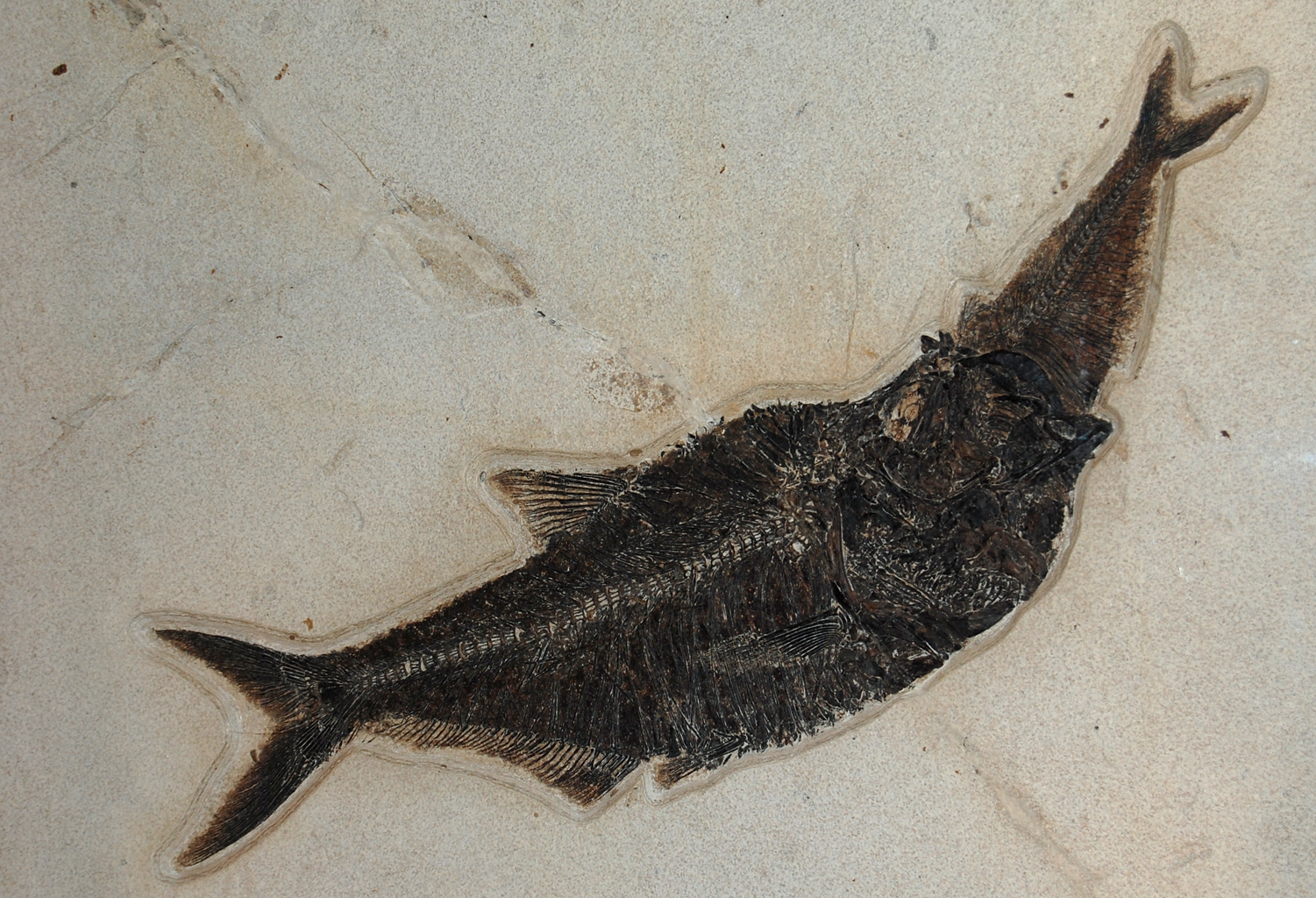
Diplomystus avalant un poisson.
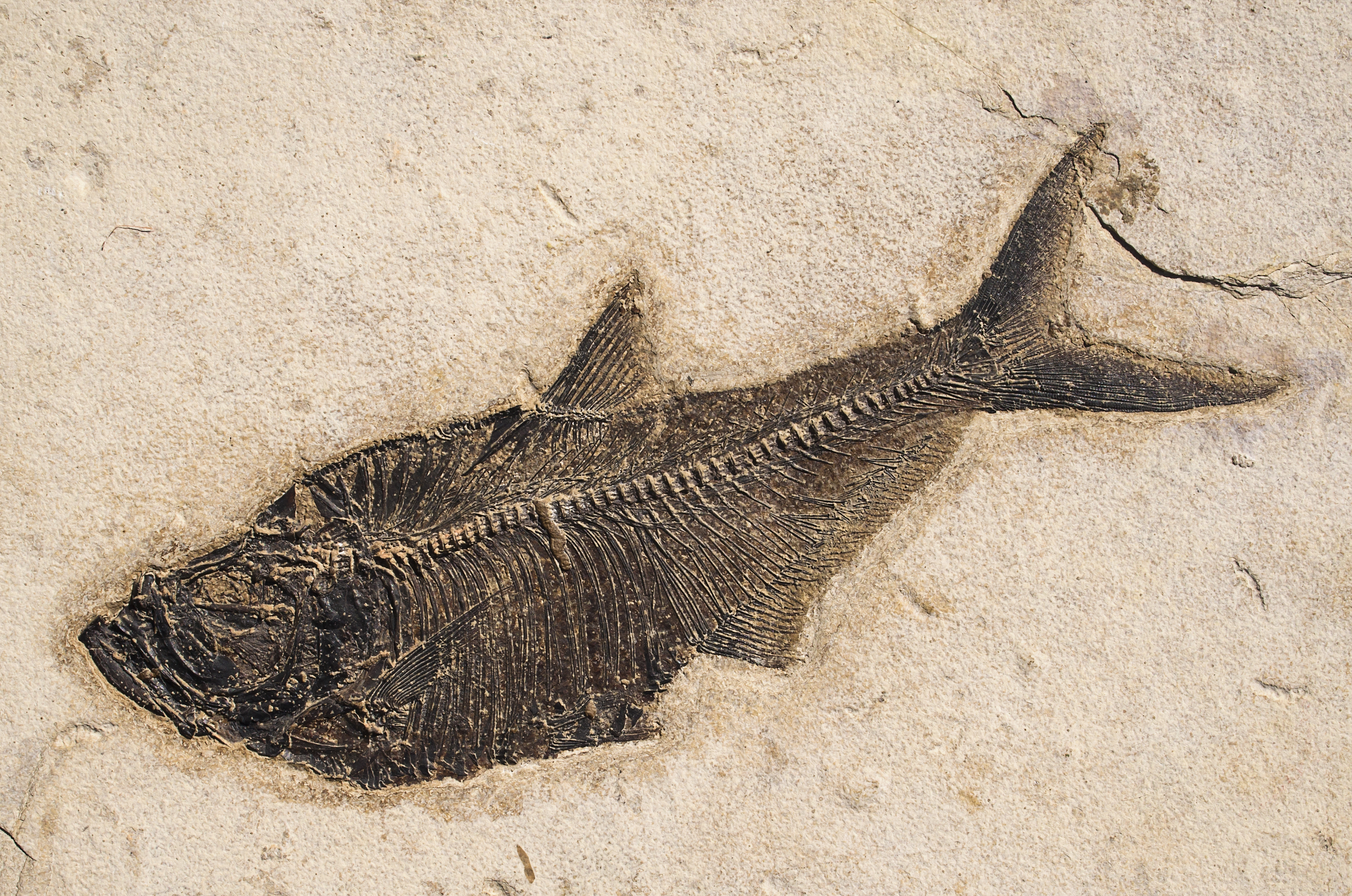
Diplomystus dentatus de la formation de la Green River, un Lagerstätte de l’Éocène.